# مقاطعة أنديجان
مقاطعة أنديجان هي تقسيم إداري في ولاية أنديجان في أوزبكستان. مركزها مدينة كويغنيار.